# 豊岡市立港中学校
豊岡市立港中学校（とよおかしりつ みなとちゅうがっこう）は、兵庫県豊岡市気比にある公立中学校。

## 沿革
戦後の学制改革において、港村は県内他町村のような組合設立には動かず、村立小学校に併設する形で新制中学校を設立する。のちに独立校舎を構え、港村が豊岡市に編入された後も単独校として残り、統合・分離を経験しないまま現在に至る。
本校の前身として、城崎町・内川村・港村3町村の組合立で設けられた三ヵ町村学校組合立城崎青年学校が認められる。終戦後新制中学校移行までに兵庫県内でも多くの青年学校が消滅に至ったが北但地区では復員者・帰郷者の就学によりかえって生徒数を増やし、当局もこれに応えて熱心に指導したので新制中学校への移行に際しても経過措置として一年間は新制中学校と併置する形で港村立港青年学校が存続することになった。以下公式HP「沿革の概要」及び『豊岡市史』の記述による。
- 1947年（昭和22年）4月22日 - 港西小学校において、港村立港中学校創立･開校。校舎は港西・港東の両小学校の校舎を借り分散して授業を行う。
- 1947年（昭和22年）11月 - 港西小増築校舎を本校校舎として使用することとなり、港東校舎を廃止。
- 1948年（昭和23年）7月 - 現在地にて独立校舎落成式。
- 1954年（昭和29年）12月 - 兵庫県指定「産業教育」研究発表。
- 1955年（昭和30年）4月1日 - 町村合併により、豊岡市立港中学校に改称する。
- 1964年（昭和39年）6月 - 文部省指定「道徳教育」研究指定・中部日本研究発表。
- 1964年（昭和39年）10月 - 独立校舎全館落成式。
- 1981年（昭和56年）7月 - 「浜清掃」の開始。
- 1981年（昭和56年）11月 - 兵庫県教育委員会指定「基礎体力づくり研究」発表。
- 1983年（昭和58年）4月 - 兵庫県教育委員会・但馬県民局・兵庫県警察指定「生徒指導モデル学校区」。
- 1989年（平成元年）3月 - 平成元年-2年度文部省指定「道徳教育」推進校（共同推進校）。
- 1995年（平成7年）11月 - 兵庫県貯蓄推進委員会/兵庫県教育委員会指定「金銭教育」研究発表。
- 1997年（平成9年）11月 - 兵庫県教育委員会・豊岡市教育委員会指定福祉体験交流会。
- 2002年（平成14年）9月 - ノーチャイム制開始。
- 2004年（平成16年）10月 - 台風23号により、豊岡市に甚大な被害（臨時休校3日間）。
- 2013年（平成25年）11月 - 浜清掃により兵庫県グリーンスクール表彰（奨励賞）。
- 2015年（平成27年）8月 - 浜清掃により生徒会が但馬青少年本部長表彰。
- 2023年（令和5年）7月 - 学校整備委員会が豊岡市感謝状を受ける。

港地域は少子化による学校小規模化が進行していることから、「豊岡市立小中学校適正規模・適正配置計画」では本校は令和10年度をめどに豊岡市立城崎中学校との統合が計画されている。

## 校歌
作詞:今井広史、作曲:井上武士、編曲:宮瀧周作。ト長調。

## 部活動
原則として全員入部制。
- 男子ソフトテニス部
- 女子バレーボール部
- 吹奏楽部

## 校区
「豊岡市立学校の通学区域等に関する規則」により、以下の小学校の通学区域となる。
- 豊岡市立港小学校（全域） - 2021年（令和3年）に港東小・湊西小を統合して発足。

## アクセス
JR山陰本線城崎温泉駅から豊岡市営バス気比三原線「港中学校」バス停下車。

## 校区が隣接している学校
- 豊岡市立竹野中学校
- 豊岡市立城崎中学校
- 豊岡市立豊岡北中学校
- 豊岡市立豊岡南中学校
- 京都府京丹後市立久美浜中学校